# Irwin C. Scarbeck
Irwin Chambers Scarbeck (ur. 8 maja 1920, zm. 1970) – amerykański dyplomata.
W 1961, gdy pełnił funkcję II sekretarza ambasady USA w Warszawie, został ujawniony jako szpieg, przekazujący niejawne dane służbom specjalnym państw Europy Wschodniej. Otrzymał wyrok 30 lat więzienia, w 1963 zmniejszony do 10. Zmarł w więzieniu.